# Адельгейда Веймар-Орламюндська
Адельгейда Веймар-Орламюндська (нім. Adelheid von Weimar-Orlamünde; бл. 1055 — 28 березня 1100) — дочка Оттона I Майсенського та член родини графів Веймар та Орламюнде. Вона послідовно вийшла заміж за графа Балленштедтського Адальберта II, пфальцграфа Лотаринзького Германа II, і пфальцграфа Рейнського Генріха II.

## Біографія
Адельгейда була донькою та спадкоємицею Оттона I Майсенського та його дружини Адели Лувенської. Її старшими сестрами були Ода, яка вийшла заміж за Егберта II Майсенського, і Кунігунда, яка вийшла заміж за Яроплука, сина Ізяслава I Київського, потім Куно Нордхеймський і, нарешті, Віпрехт фон Гройцш.
Першим чоловіком Адельгейди був Адальберт II Балленштедтський, член дому Асканія. Адальберт був убитий Егеном II Конрадсбургом у 1079 році. З Адальбертом, Адельгейда мала двох синів.
Після смерті Адальберта Адельгейда вийшла заміж вдруге, близько 1080 року, за пфальцграфа Лотарінгії Германа II, члена династії Ецзонідів. З Германом II Адельгейда мала двох дітей, обидва з яких померли в дитинстві до 1085 року, імена яких невідомі. 
Герман був убитий у двобої з Альбертом III Намюрським у битві біля Далхема 20 вересня 1085 року. Після смерті Германа Адельгейда знову вийшла заміж. Її третім чоловіком був Генріх II з Люксембурзького дому. Принаймні з 1097 року Генріх був наступником деяких земель і титулів попереднього чоловіка Адельгейди, Германа II, і називав себе «графом-палатином Рейну». Шлюб Адельгейди та Генрі був бездітним. Генріх усиновив Зігфріда, молодшого сина Адельгейди від її шлюбу з Адальбертом, як свого спадкоємця. Після смерті Генріха в 1099 році Зігфрід змінив його на посаді пфальцграфа Рейнського.
У 1093 році Адельгейда та її третій чоловік Генріх заснували Абатство Марії Лаах із майном, яке Адельгейда успадкувала від свого батька Отто. Абатство було присвячене Діві Марії та Святому Миколаю. Будівельні роботи абатства були перервані смертю Адельгейди в 1100 році. Лише в 1112 році син Адельгейди, Зігфрід, відновив і завершив будівельні роботи.
Адельгейда померла в 1100 році, через рік після Генріха, під час паломництва до Риму.

## Печатка
Одна з найдавніших збережених жіночих печаток прикріплена до хартії, виданої Адельгейдою в 1097 році. У легенді про печатку (надписи по краю печатки) Адельгейда згадується як «Адельгейда, графиня палатинська» (Adelheit palatina comitizsa). Зображення на печатці зображує профільний бюст покритої вуалью жіночої фігури, яка тримає відкриту книгу та скіпетр із флердоліс, що закінчується чотирилисником.

## Родина
1 Чоловік — Адальберт II, граф Балленштедтський
Діти:
- Отто Багатий (бл. 1070—1123), граф Балленштедта.[9]
- Зигфрід (бл. 1075—1113), граф Веймар-Орламюнде, пфальцграф Рейнський з 1095/97[9].

2 Чоловік — Герман II, пфальцграф Лотаринзький
Діти: двоє дітей померло в дитинстві
3 Чоловік — Генріх II, пфальцграф Рейнський
Діти: не було